# Bükk-vidék
A Bükk-vidék (régebben csak Bükk) az Északi-középhegységben található földrajzi középtáj, Magyarország legnagyobb átlagmagasságú, barlangokban bővelkedő karszthegysége. A Kárpátok része s így az Alpok-Himalája rendszer alrendszere. Középső területe 1977 óta nemzeti park (Bükki Nemzeti Park). Nevét leggyakoribb fájáról, a bükkről (Fagus sylvatica) kapta. Az Északi-középhegység egyetlen olyan hegysége, amely egészében nem vulkanikus eredetű. A Bükk-vidéken található Magyarország legnagyobb összefüggő erdőterülete, közel 100 000 hektár.

## Kialakulása
Alapkőzetei a Tethys-óceán észak-afrikai szegélyén keletkeztek a késő karbon és a középső jura korok között, ahol csaknem 160 millió éven keresztül rakódott le az üledék, meszes, agyagos, illetve kisebbrészt dolomit és homokkő rétegeket létrehozva. A középső és a késő triászban az ekkori vulkánkitörések következtében riolit, andezit és bazalt rétegek rakódtak le, a jura időszakban pedig gabbró.

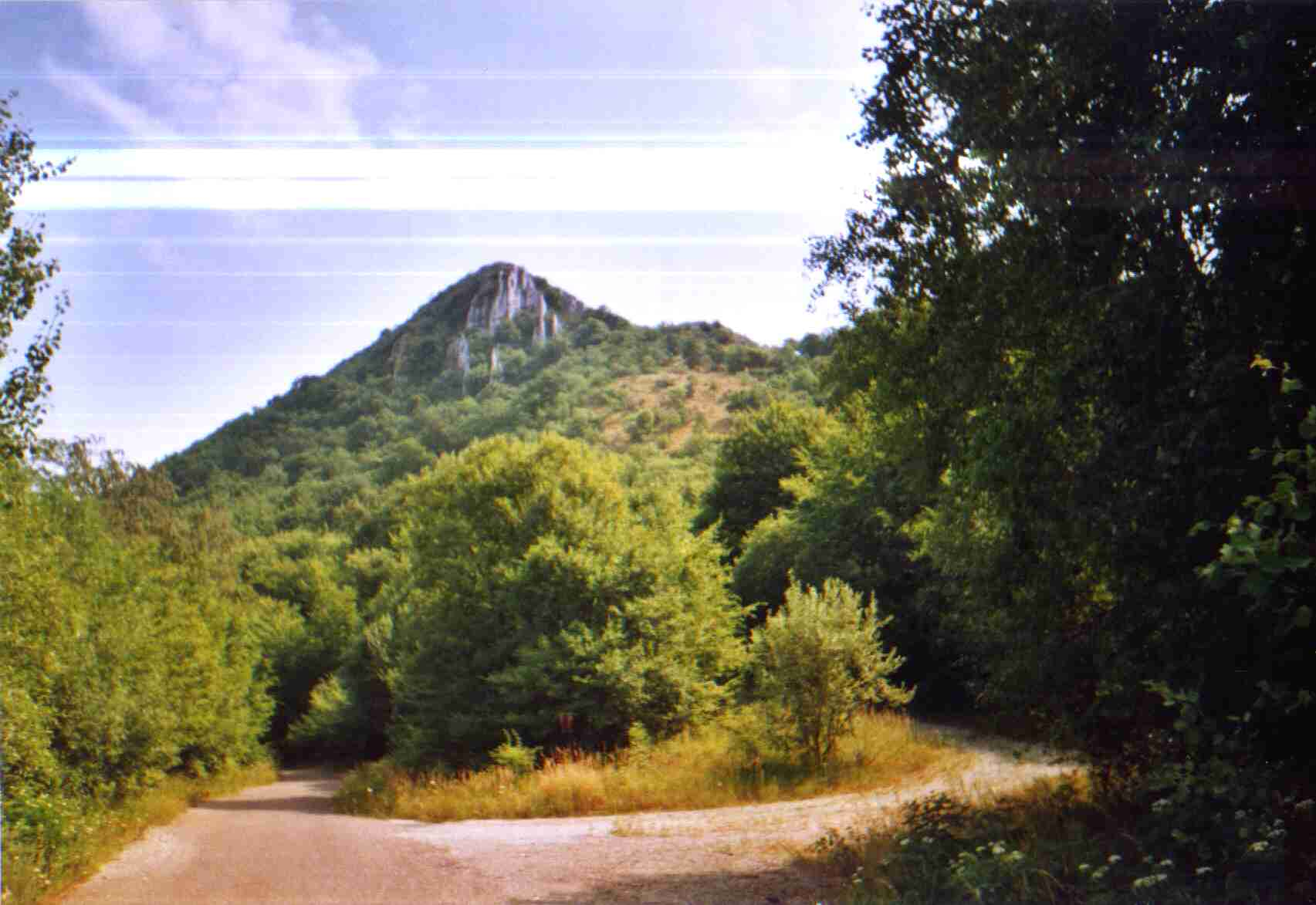
A Bükk-vidék Bélapátfalva közelében

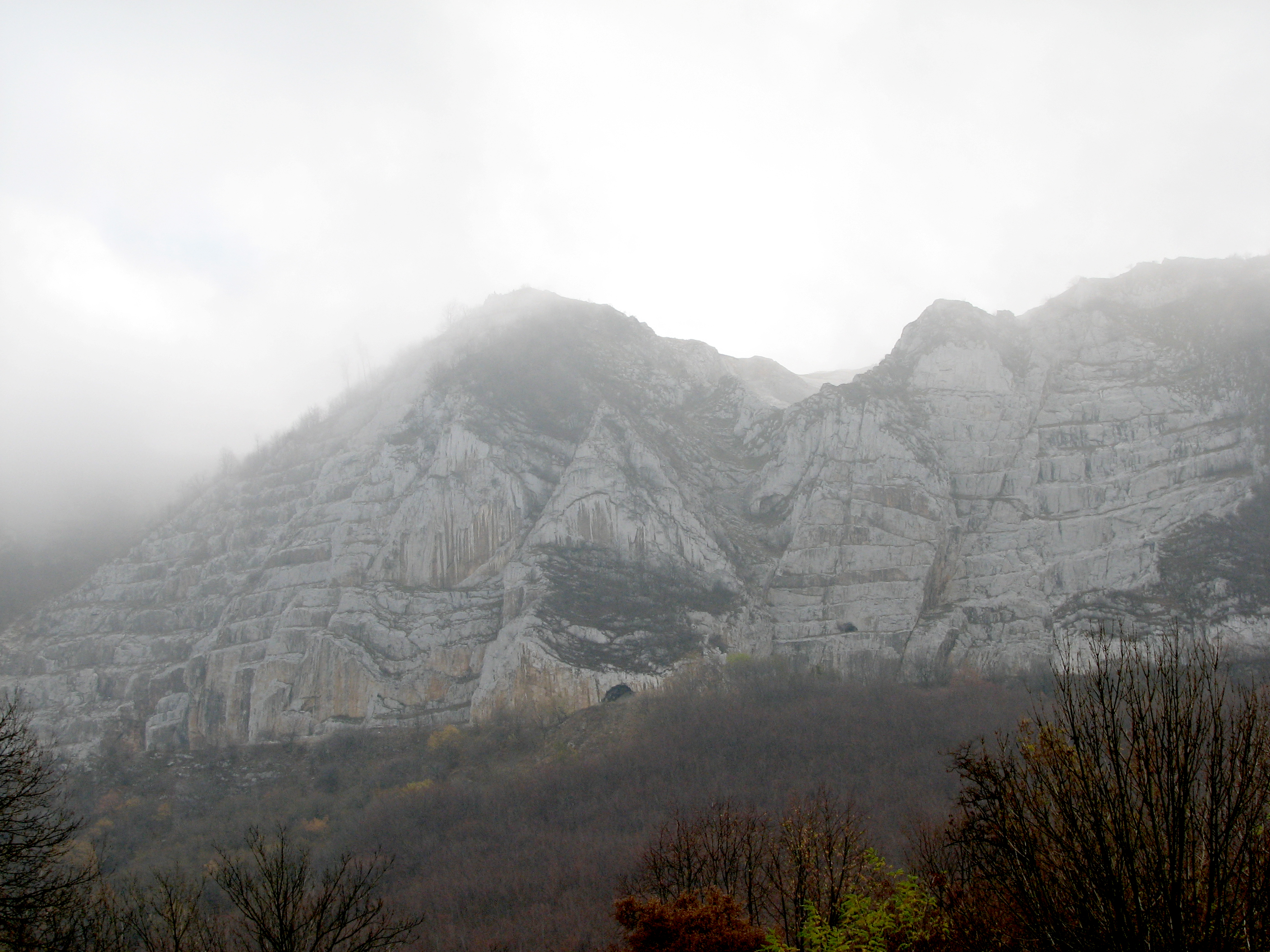
Bél-kő

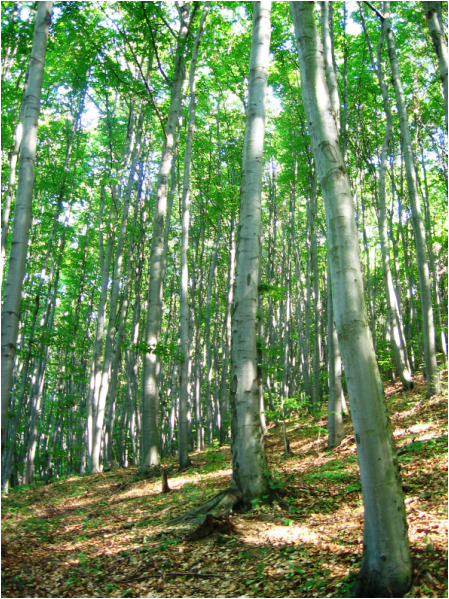
Teljesen bükkfás hegyoldal a Garadna-völgyben

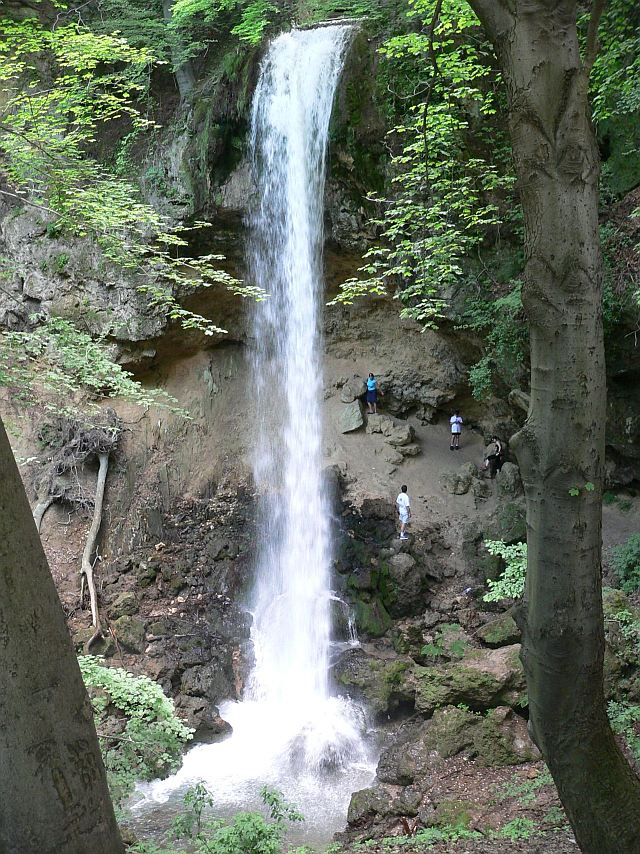
A Lillafüredi-vízesés

A jura végén bezárult a Tethys-óceán. A késő jura és az eocén között redős, pikkelyes szerkezet alakult ki, amikor az elvékonyodott kontinentális lemezre óceáni kéregdarabok tolódtak rá, az agyag palává vált, majd a paleogén időszak elején a hegység kiemelkedett és lepusztult. Az eocén elején szárazföldi felszínalakulás, erős lepusztulás volt jellemző, ennek következtében tönkfelszínek alakultak ki (például a Nagy- és Kis-fennsík). A késő eocén idején ismét előrenyomult a tenger, üledékeinek nyoma ma is megtalálható. Az oligocén végén, 20-25 millió évvel ezelőtt paleozoikumi eredetű rétegek tolódtak a területre. A miocén elején felerősödött a vulkáni tevékenység és riolit-riodácit tűzárkővel borította be a területet. A Bükk-vidék déli szegélyén a miocén kori Pannon-tenger üledékei is megtalálhatók.
A miocén végére a Bükk-vidék központi része 300-400 métert emelkedett, így számottevő magasságú, mélyülő völgyekkel tagolt hegységgé alakult, elkezdődött a máig tartó karsztosodás és a vízhálózat kialakulása. A pliocén első felében a félsivatagi éghajlat volt jellemző, hegylábfelszín-képződés kezdődött, majd a pliocén második felében hűvösebbé és nedvesebbé vált az éghajlat, az emelkedés pedig tovább folytatódott.

## Történelme
A hegység területén már a paleolitikumban, vagyis az őskőkorban is éltek emberek (Szeleta-kultúra). Több barlangból is jelentős régészeti leletek kerültek elő: Suba-lyuk, Szeleta-barlang, Istállós-kői-barlang, Kecske-lyuk, valamint az avasi Tűzkövesen. A Bársony-házi „szakócák” Miskolc területéről ismertek. A neolitikum, vagyis az újkőkor (más néven: csiszolt kőkor) végén (i. e. V. évezredben) egy földműveléssel és állattartással foglalkozó nép élt a területen, melyből kialakult a bükki kultúra az i. e. IV. évezred elejére. A kultúra leletei megtalálhatóak a cserépfalui Füzér-kői-barlangban, a felsőtárkányi Petényi-barlangban, valamint a Pes-kő-barlangban.
I. e. 3200–1900 között egy rézkor végi nép hagyta hátra a Baden-péceli kultúra leleteit. A bronzkor végén meginduló nagy népmozgások elleni védelem céljából az i. e. 13–12. században a pilinyi kultúra népe kezdte meg a földvárak építését. A hegység őskori földvárainak és sáncainak többségét azonban a Kyjatice-kultúra képviselői építették.
I. e. a 4. században megjelentek a kelták a területen. Központjuk a Délkeleti-Bükkben (a mai Bükkszentlászló fölött) emelkedő Nagysánc volt. A szkíták csak a peremvidéken szálltak meg, a hegységbe csak vadászni jártak. A szarmaták és jazigok a déli sík vidékeket lakták. Szállásterületük északi határa Cserépfalu–Eger közelében volt.
A népvándorlás idején megérkeztek a hunok és a szlávok is. A 7. század végén a területre avarok érkeztek. A mai Felsőtárkány környéke minden bizonnyal a honfoglaló Tárkány törzs szállásterületei közé tartozott. Szent István korában kezdődött a lakosságának keresztény hitre térítése. A hegyek között még jó ideig éltek a pogány szokások, melyeket bizonyos elnevezések is őriznek: Oltár-kő, Imó-kő, Bálvány, Pogányoltár.
A tatárjárás előttről csak Cserépfaluról van említés, amely Crispinus fia Egyed birtoka volt. A felsőtárkányi Barát-réten kolostorromok találhatóak. A törökök elpusztították Tárkányt, míg Cserépfalut az 1552-es egri ostrom sem viselte meg különösebben.
1766-ban létrejött egy szlovák erdőmunkások által lakott telep a mai Répáshuta helyén. Ők 10 év után elhagyták a helyet, ahol 1790-től üvegkészítő munkások telepedtek meg, Répáshutának nevezve lakhelyüket.

## Földrajza

### Éghajlata
Magyarország egyik legcsapadékosabb területe, amelyre évi átlag 700–850 mm csapadék hullik.
Itt dőlt meg Jávorkúton a Magyarországon valaha mért legnagyobb csapadék rekordja 2010-ben, ahol 1550 mm-t regisztráltak.
Az évi középhőmérséklet a Bükkaljától a Nagyfennsíkig 10 °C-ról 7,5-4,5 °C-ra csökken. A Kárpát-medence alföldjeihez és dombságaihoz képest – a Bükkalját a Bükkhátat kivéve – a hegységben a tél hosszú és hideg. Fagyokra október 10-től már gyakorta kell számítani. Hosszú, havas telek után a Bánkút melletti északi lejtőkön április első heteiben is lehet síelni. Fagyos napok még májusban, júniusban is előfordulhatnak, a Nagy-fennsík 800 m-es tengerszint feletti magasság fölött mélyülő töbreiben hajnalonként akár július–augusztusban is. A januári napfénytartam a Sajó-völgyben mindössze 50-55, a hegység javán 55-70, a Nagy-fennsíkon 70-75 óra. Mindezek következtében a legnagyobb hidegeket nem a Bükk-fennsíkon (−17 °C), hanem a Sajó-völgyben (−21 °C) mérik (fordított léghőrétegzettség). A szomszédos alföldi és dombvidékekhez képest a tavasz késik, a mogyoró virágzása csak március derekán kezdődik. A nyár hűvös.

### Legmagasabb pont
A Bükk-vidék legmagasabb csúcsának sokáig az Istállós-kő csúcsot tekintették (959 m). 2014-es nem hivatalos mérések szerint azonban a Kettős-bérc déli csúcsa magasabb: 960,715 méter, és az északi csúcs is 10 centiméterrel meghaladja a korábban legmagasabbnak vélt csúcsot. A mérést GPS alapú technológiával hajtották végre, így nagyon minimális a hibalehetőség, ellentétben a régi háromszögeléses módszerrel[forrás?]. Ezután a Kettős-bérc déli csúcsát Szilvási-kőnek nevezték át.
További csúcsok: a Bálvány (956 m) és a Tar-kő (Sablon:Szém), de még további kb. 50 csúcs emelkedik 900 méter fölé, közülük 11-é 950–959 m fölé. Ezek közül 20 csúcson van elhelyezve pecsételő a Bükk 900-as csúcsai nevezetű teljesítménytúra állomásaiként. A legmagasabb magyar hegyek 100-as listáján a Bükk-vidék abszolút többséggel rendelkezik, ugyanis 59 csúcsa szerepel a listán.

### Vízrajza
A Bükk-vidék teljes területe a Tisza vízrendszeréhez tartozik. Nyugati, délnyugati és déli vidékeiről a felszínen futó patakok vizét az Eger–Laskó–Csincse-vízrendszer gyűjti össze. Északi-északnyugati részén a Szilvás-patak, majd a Bán-patak fogadja magába a hegységből érkező vízfolyásokat, melyek a hegység keleti részén folyó Sajóba torkollanak. A Bükk-vidéket a Mátrától elválasztó Tarna gyűjti össze a terület legnyugatabbra eső vidékeinek felszíni vizeit. A középtájon számos karsztforrás ered. Ezek közül is a legjelentősebbek a Vöröskő-forrás, az Imó-forrás, a Szikla-forrás és a Fekete-len-forrás.

### Barlangjai

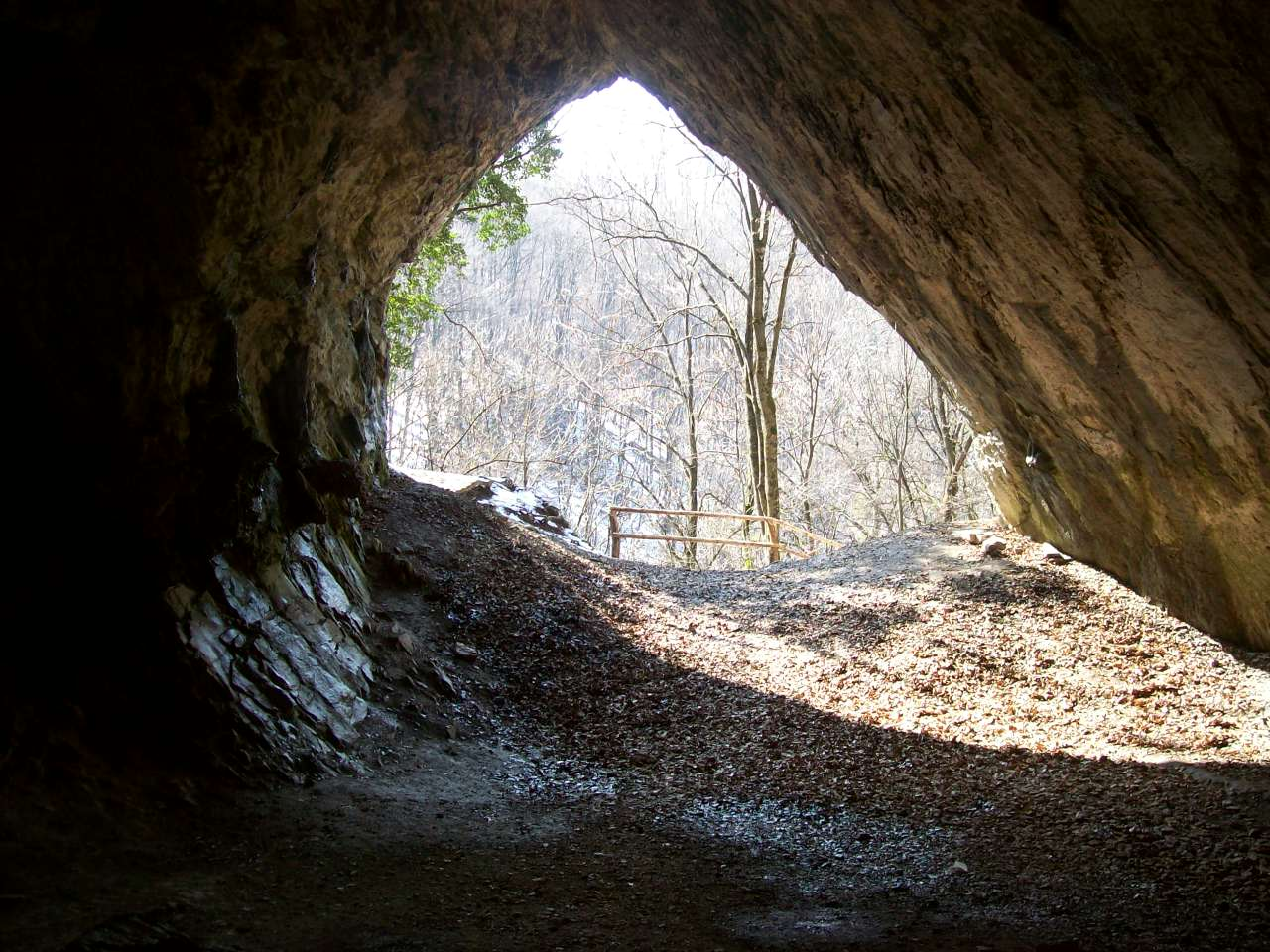
Az Istállós-kői-barlang

Több mint 1100 barlang ismert itt, melyek közül több képzettség nélkül is látogatható, ilyen például az Anna-barlang, a Szent István-barlang, a Szeleta-barlang, a Kecske-lyuk, az Istállós-kői-barlang és a Büdös-pest. A híres miskolctapolcai Barlangfürdőt termálvízforrás táplálja. Barlangjai közül 52 barlang fokozottan védett. Fokozottan védett barlang a Bükk-vidéken az Anna-barlang, a Balekina-barlang, a Balla-barlang, a Bányász-barlang, a Bolhási–Jávorkúti-barlangrendszer, a Borókás-tebri 2. sz. víznyelőbarlang, a Borókás-tebri 4. sz. víznyelőbarlang, a Bronzika-barlang, a Büdös-pest, a Diabáz-barlang, a Diósgyőrtapolcai-barlang, a Fecske-lyuk, a Fekete-barlang, a Felső-forrási-barlang, a Gyurkó-lápai-barlang, a Hajnóczy-barlang, a Három-kúti-barlang, a Herman Ottó-barlang, a Hillebrand Jenő-barlang, az Istállós-kői-barlang, az István-lápai-barlang, a Jáspis-barlang, a Kecske-lyuk, a Király-kúti-zsomboly, a Kis-kőháti-zsomboly, a Kő-lyuk, a Körös-barlang, a Létrási-vizesbarlang, a Lilla-barlang, a Mexikó-völgyi-víznyelőbarlang, a Miskolctapolcai-tavasbarlang, a Nagykőmázsa-oldali-zsomboly, a Nagykőmázsa-völgyi-víznyelőbarlang, a Pénz-pataki-víznyelőbarlang, a Pes-kő-barlang, a Pongor-lyuk, a Speizi-barlang, a Suba-lyuk, a Szamentu-barlang, a Szeleta-barlang, a Szeleta-zsomboly, a Szent István-barlang, a Szepesi–Láner-barlangrendszer, a Szirén-barlang, a Szivárvány–Sebes-barlangrendszer, a Tar-kői-kőfülke, a Tatár-árki-barlang, az Udvar-kő, az Upponyi 1. sz. kőfülke, a Vár-tetői-barlang, a Vénusz-barlang és a Viktória-barlang. Több ősemberek lakta barlang található itt, melyekben jelentős leletekre bukkantak. Ilyen barlang a Szeleta-barlang, a Kecske-lyuk, a Mexikói-barlang, a Suba-lyuk és az Istállós-kői-barlang.
A Bükk-vidék területén van az ország legmélyebb barlangja, a 300 m mély Bányász-barlang. A középtájon a második legmélyebb az István-lápai-barlang, a harmadik legmélyebb a Jáspis-barlang, a negyedik legmélyebb a Fekete-barlang és az ötödik legmélyebb a Diabáz-barlang. A leghosszabb barlangja az István-lápai-barlang, amely Magyarországon az 5. leghosszabb barlang, a második leghosszabb barlangja a Bolhási–Jávorkúti-barlangrendszer, amely hazánkban a 12. leghosszabb barlang, a harmadik leghosszabb barlangja a Hajnóczy-barlang, amely Magyarország 13. leghosszabb barlangja.

### Növényvilága
A hegységet hatalmas erdőségek uralják, melyekben jól megfigyelhető az észak-déli és a magassági elrendeződés, az ún. zonalitás. Az Alföld-peremi részektől a magasság növekedésével a hegység közepe felé haladva egymás felett alakultak ki az alföldi erdős-sztyepp erdők, a középhegységi száraz, melegkedvelő tölgyesek, a hűvösebb gyertyános tölgyesek és a hűvös bükkösök övei. A délies, nyugatias kitettségű meredek mészkő-sziklás lejtők legnevezetesebb növénytársulása a hárs-kőris sziklaerdő, amely a jégkor utáni felmelegedés, a mogyorókor kevert erdeinek az emlékét őrzi és azokra a termőhelyekre szorult vissza, ahol már a bükk nem versenyképes.
A Bükk növényzeti képét elsősorban a kontinentális, valamint az Erdély és a Kárpátok közelségére utaló növényfajok és társulások megjelenése határozza meg. A védett sziklazugokban két melegigényes harmadkori faj vészelte át az utolsó eljegesedést, a Bélkő napsütéses mészkőszikláin, a szirti pereszlény - amely ma legközelebb a Balkán-félsziget szubmediterrán mészkővidékén található -, és a pannóniai bennszülött magyarföldi husáng (Ferula sadleriana). Igazi alhavasi reliktumnövényei a Bükknek a sárga ibolya (Viola biflora), mely hazánkban csak itt található meg, a havasi ikravirág, a hegyi kőtörőfű (Saxifraga adscendens), a tarka nyúlfarkfű, a havasi iszalag (Clematis alpina) és a korai szegfű (Dianthus plumarius subsp. praecox). A jégkorszak utáni hideg, kontinentális idők tanúi - ún. posztglacialis reliktumai, hasonlóan a többi reliktumnövényhez, szigorúan védett ritkaságok. Ezek közé tartozik a poloskavész és a fennsík fagyzugos töbreinek, sziklás oldalain virágzó északi sárkányfű (Dracocephalum ruyschiana), amely csak itt fordul elő hazánkban. A Bükknek két sajátos bennszülött faja ismeretes: a Vrabélyi-estike (Hesperis matronalis subsp. vrabelyiana) és a meredek dolomit- és mészkősziklák gyepalkotója a magyar nyúlfarkfű (Sesleria hungarica).
A cseres-tölgyesek (Quercetum petraeae-cerris) növényvilága a következő fajokból áll: közönséges gyertyán (Carpinus betulus), réti margitvirág (Leucanthemum vulgare), borsfű (Clinopodium vulgare), egybibés galagonya (Crataegus monogyna), erdei szamóca (Fragaria vesca), tavaszi lednek (Lathyrus vernus), fagyal (Ligustrum vulgare), méhfű (Melittis grandiflora), ligeti perje (Poa nemoralis) orvosi tüdőfű (Pulmonaria officinalis),, csertölgy (Quercus cerris), kocsánytalan tölgy (Quercus petrea),  barkócaberkenye (Sorbus torminalis).
A dolomit-tölgyesek növényvilága a következő fajokból áll: vitézvirág (Anacamptis pyramidalis), tollas szálkaperje (Brachypodium pinnatum), magyar aszat (Cirsium pannonicum), Boldogasszony papucsa (Cypripedium calceolus), erdei ebír (Dactylis polygama), erdei ujjaskosbor (Dactylorhiza fuchsii), szúnyoglábú bibircsvirág (Gymnadenia conopsea), jószagú bibircsvirág (Gymnadenia odoratis-sima), füles kosbor (Orchis mascula ssp. Signifera), vitézkosbor (Orchis militaris).
A fás legelőkön az alábbi növényfajok élnek: mezei juhar (Acer campestre), borjúpázsit (Anthoxanthum odoratum), tollas szálkaperje (Brachypodium pinnatum), kis ezerjófű (Centaurium erythraea), egybibés galagonya (Crategus monogyna), juhcsenkesz (Festuca ovina), közönséges orbáncfű (Hypericum perforatum), karcsú fényperje (Koeleria cristata), kocsánytalan tölgy (Quercus petraea), sima komócsin (Phleum phleodies), kökény (Prunus spinosa), rózsafajok (Rosa spp.).
A gyertyános-tölgyesek (Querco petraeae-Carpinetum) növényvilága a következő fajokból áll: kapotnyak (Asarum europaeus), vadcseresznye (Cerasus avium), óriás csenkesz (Festuca gigantea), szagos müge (Galium odoratum), borzas repkény (Glechoma hirsuta), pirosló hunyor (Helleborus purpurascens), hajperje (Hordelymus europaeus), foltos árvacsalán (Lamium maculatum), fekete lednek (Lathyrus niger), egyvirágú gyöngyperje (Melica uniflora), ligeti perje (Poa nemoralis), tavaszi csillagvirág (Scilla bifolia), erdei tisztesfű (Stachys sylvatica), erdei ibolya (Viola sylvestris), Waldstein-pimpó (Waldsteinia geoides).
A hárs-kőris sziklaerdők (Tilio-Fraxinetum) növényvilága a következő fajokból áll: mérges sás (Carex brevicollis), hölgyestike (Hesperis matronalis), erdei békaszem (Omphalodes scorpioides), őzsaláta (Smyrnium perfoliatum), Waldstein-pimpó (Waldsteinia geoides).
A hársas törmeléklejtő-erdők (Mercuriali-Tilietum) növényvilága a következő fajokból áll: podagrafű (Aegopodium podagraria), erdei pajzsika (Dryopteris filix-mas), borostyán (Hedera helix), erdei szélfű (Mercurialis perennis).
A hegyi rétek növényvilágát a következő fajok alkotják: (Alchemilla acutangula), (Alchemilla gracilis), közönséges palástfű (Alchemilla monticola), kis holdruta (Botrychium lunaria), kockásliliom (Fritillaria meleagris), Szent László tárnics (Gentiana cruciata), kövi pimpó (Potentilla rupestris).
A karsztbokorerdők (Ceraso-Quercetum) növényvilága a következő fajokból áll: méregölő sisakvirág (Aconitum anthora), csillagőszirózsa (Aster amellus), tollas szálkaperje (Brachypodium pinnatum), tejelő buvákfű (Bupleurum praeltum), sárgás sás (Carex michelii), sajmeggy (Cerasus mahaleb), borsfű (Clinopodium vulgare), húsos som (Cornus mas), egybibés galagonya (Crataegus monogyna), nagyezerjófű (Dictamnus albus), magyar repcsény (Erysimum odoratum), erdei gyöngyköles (Lithospermum purpureo-coeruleum), molyhos tölgy (Quercus pubescens), bársonyos tüdőfű (Pulmanaria mollis), ligeti habszegfű (Silene nemoralis), ostorménfa (Viburnum lantana), közönséges méreggyilok (Vincentoxicum hirundinaria).
A lejtősztyepprétek (Pulsatillo-Festucetum rupicolae) növényvilága a következő fajokból áll: tavaszi hérics (Adonis vernalis), erdei szellőrózsa (Anemone sylvestris), festő pipitér (Anthemis tinctoria), hegyi homokhúr (Arenaria procera), tollas szálkaperje (Brachypodium pinnatum), deres buvákfű (Bupleurum pachnospermum), pongyola harangvirág (Campanula sibirica ssp. divergentiformis), magyar bogáncs (Carduus collinus), lappangó sás (Carex humilis), útszéli imola (Centaurea micranthos), Sadler-imola (Centaurea sadleriana), tarka imola (Centaurea triumfettii), egybibés galagonya (Crataegus monogya), henye boroszlán (Daphne cneorum), murok (Daucus carota), magyar szegfű (Dianthus pontederae), piros kígyószisz (Echium russicum), mezei iringó (Eryngium campestre), pusztai csenkesz (Festuca rupicola), réti csenkesz (Festuca pratensis), tejoltó galaj (Galium verum), piros gólyaorr (Geranium sanguineum), közönséges orbáncfű (Hypericum perforatum), kardos peremizs (Inula ensifolia), nagyfészkű hangyabogáncs (Jurinea glycacantha), kék saláta (Lactuca perennis), rekettyelevelű gyújtoványfű (Linaria genistifolia), homoki vértő (Onosma arenarium), sima komócsin (Phleum phleoides), réti perje (Poa pratensis), nagy pacsirtafű (Polygala major), kökény (Prunus spinosa), leánykökörcsin (Pulsatilla grandis), selymes boglárka (Ranunculus illyricus), gyepürózsa (Rosa canina), osztrák pozdor (Scorzonera austriaca), bablevelű varjúháj (Sedum maximum), mezei aggófű (Senecio integrifolius), zöldes kígyókapor (Silaum peucedanoides), szikár habszegfű (Silene otites), bozontos árvalányhaj (Stipa dasyphylla), csinos árvalányhaj (Stipa pulcherrima), hosszúlevelű árvalányhaj (Stipa tirsa), lenlevelű zsellérke (Thesium linophyllon), hegyi here (Trifolium montanum), macskafarkú veronika (Veronica spicata), pusztai meténg (Vinca herbacea).
A melegkedvelő tölgyesek (Corno-Quercetum) növényvilága a következő fajokból áll: mezei juhar (Acer campestre), tatárjuhar (Acer tataricum), tollas szálkaperje (Brachypodium pinnatum), sárgás sás (Carex michelii), húsos som (Cornus mas), erdei ebír (Dactylis polygama), nagyezerjófű (Dictamnus albus), bibircses kecskerágó (Euonymus verrucosus), nehézszagú gólyaorr (Geranium robertiamum), erdei gyömbérgyökér (Geum urbanum), tarka nőszirom (Iris variegata), pázsitos nőszirom (Iris graminea), sujtár (Laser trilobum), kéküstökű csormolya (Melampyrum nemorosum), bíboros kosbor (Orchis purpurea), bársonyos tüdőfű (Pulmonaria mollis), kocsánytalan tölgy (Quercus petrea), molyhos tölgy (Quercus pubescens), szeder (Rubus sp.), barkócaberkenye (Sorbus torminalis), nagy csalán (Urtica dioica), ostorménfa (Viburnum lantana), pilisi bükköny (Vicia sparsiflora).
A mészkerülő bükkösök (Deschampsio-Fagetum) és a mészkerülő tölgyesek (Genisto tinctoriae-Quercetum) növényvilága a következő fajokból áll: közönséges dercevirág (Cardaminopsis arenosa), selymes rekettye (Genista pilosa), részegkorpafű (Huperzia selago),  sárga kövirózsa (Sempervivum globiferum subsp. hirtum), kapcsos korpafű (Lycopodium clavatum), fekete áfonya (Vacinium myrtillus), bükki fehérlő vánkos moha (Zeucobryum glaucum).
A szubmontán bükkösök (Melitti-Fagetum) növényvilága a következő fajokból áll: podagrafű (Aegopodium podagrara), szellőrózsa (Anemona ranunculoides), bükksás (Carex pilosa), odvas keltike (Corydalis cava), farkasboroszlán (Daphne mezereum), erdei pajzsika (Dryopteris filix-mas), pirosló hunyor (Helleborus purpurascens), galambvirág
(Isophyrum thalictroides), egyvirágú gyöngyperje (Melica uniflora), erdei szélfű (Mercurialis perennis), farkasszőlő (Paris quadrifolia), havasalji rózsa (Rosa pendulina).
A szurdokerdő társulás (Phyllitidi-Aceretum) növényvilága a következő fajokból áll:  havasi turbolya (Anthriscus nitida), fehér madársisak (Cephalanthera damasonium), piros madársisak (Cephalanthera rubra), vérehulló fecskefű (Chelidonium majus), dudafürt (Colutea arborescens),  nagyezerjófű (Dictamnus albus), sujtár (Laser trilobum), erdei holdviola (Lunaria redivia), bíboros kosbor (Orchis purpurea), gímpáfrány (Phyllitis scolopendrium), karéjos vesepáfrány (Polystichum aculeatum), farkasbogyó (Scopolia carniolica), nagy csalán (Urtica dioica).
A telepített erdők aljnövényzetét főleg gyomok alkotják: vérehulló fecskefű (Chelidonium majus), csomós ebír (Dactylis glomerata),erdei gyömbérgyökér (Geum urbanum), nagy csalán (Urtica dioica).
A vízi növényzet a következő fajokból áll: szálkás pajzsika (Dryopteris carthusiana), kutyabenge (Frangula alnus), berki harmatkása (Glyceria nemoralis), fürtös bodza
(Sambucus racemosa), Teleki-virág (Telekia speciosa).
250-400 méteres tengerszint feletti magasságban a cseres-tölgyesek jellemzőek. Itt csertölgy (Quercus cerris) és kocsánytalan tölgy (Quercus petraea) alkotta erdők húzódnak meg. A 300 méteres magasság feletti mészkővidékeken mészkedvelő tölgyesek vannak. Cserjeszintjét a húsos som (Cornus mas), a galagonya és a mezei juhar (Acer campestre) alkotja.
A Bükk-fennsíkon, 700-850 méter tengerszint feletti magasságban, hatalmas összefüggő montán bükkösök (Aconito-Fagetum silvaticae) - hazánkban a bükkös zóna a legmagasabban előforduló vegetációs öv, a lucfenyvesek a Bükkben mind ültetettek - vannak. Aljnövényzetükben jellemző a kárpáti flóraelemek, például a társulás névadó növényeinek, a kárpáti sisakvirág (Aconitum moldavicum) és a karcsú sisakvirág (Aconitum variegatum subsp. gracile) megjelenése. Magashegyvidéki képet nyújt a bükkösöknek, a gyepszint néhány jellemző faja, mint például a pávafarkú salamonpecsét (Polygonatum verticillatum), a berki aggófű alfaja (Senecio nemorensis ssp. fuchsii), vagy a nyúlsaláta. A montán bükkösök irtása nyomán alakultak ki a nyár elején színpompás hegyi kaszálórétek, szőrfüves gyepek - melyek számos növényritkaságnak adnak otthont. A szőrfű (Nardus stricta) sűrű, rugalmas gyepje a töbrök fenekét borítja, ahol a nyáron is fellépő fagyhatás miatt a bükkösök már sohasem újulhatnak fel. Egyik legnevezetesebb páfránya e szőrfüveseknek az Európa szerte ritka sokcimpájú holdruta (Botrychium multifidum).
További növényfajok melyek megtalálhatóak e vidéken: korai juhar (Acer platanoides), hegyi juhar (Acer pseudoplatanus), bogláros szellőrózsa (Anemone ranunculoides), hegyi sás (Carex montana), szártalan bábakalács (Carlina acaulis), odvas keltike (Corydalis cava), ujjas keltike (Corydalis solida), magas kőris (Fraxinus excelsior), galambvirág (Isopyrum), egyvirágú gyöngyperje (Melica uniflora), madárfészek kosbor (Neottia nidus-avis), nagylevelű acsalpu (Petasitetum hybridi), fehér sarkvirág (Platanthera bifolia), ligeti perje (Poa nemoralis), változó boglárka (Ranunculus auricomus), hegyi szil (Ulmus glabra), hegyi szirtipáfrány (Woodsia ilvensis).

### Állatvilága
A Bükki Nemzeti Park, illetve a hegységet övező Bükk-vidék gerinces-faunája a hazai átlagnál gazdagabb, sok veszélyeztetett természetvédelmi státuszú faj jelentős populációja él itt. Értékes színezőelemek a csak a Bükkben élő endemikus fajok, pl. Gebhardt-vakfutrinka, ill. szubendemikus alfajok, mint pl. a bükki szerecsenboglárka lepkefajok. A halak köréből a Kárpát-medencei endemikus petényi-márna a patakok ritka lakója.
A madarakat a nemzeti park területén körülbelül 100 fészkelő faj képviseli. A hegység legnagyobb értékei a veszélyeztetett fajok jelentős állományából álló nappali ragadozómadarak (Accipitriformes, Falconiformes). Kiemelkedő a hazai állomány 10%-át kitevő, globálisan veszélyeztetett parlagi sas és a többi Európában veszélyeztetett faj itteni állománya: békászó sas, kígyászölyv, kerecsensólyom, vándorsólyom. A számos veszélyeztetett fajt őrző baglyok képviselői az uráli bagoly és a gatyáskuvik. A hegységből a '70-es években kipusztult uhu jelen időszakban foglalja vissza egykori költőhelyeit. A harkályok közül a legnagyobb hazai állománnyal és természetvédelmi státussal rendelkező fehérhátú fakopáncs emelendő ki. Az erdei énekesek egyik legritkább, az erdő természetességét jelző madara a kis légykapó. Egyik legveszélyeztetettebb faj a nemzeti parkban a császármadár rendkívül lecsökkent állománnyal.
Az emlősök köréből a szinte összes hazai fajt magában foglaló denevérek emelendők ki. A fajgazdagság és a másutt ritka fajok jelentős állománya a nagy, idős erdőtömböknek és sok száz barlangnak köszönhető. Különös jelentősége van azon barlangok védelmének, ahol tömegesen telelnek és szaporodnak az egész Európában veszélyeztetett fajok (Miniopterus schreibersi, Rhinolophus euryale).
Fontos természetvédelmi probléma a hegységben a túltartott patás nagyvadlétszám, melynek szabályozásában fontos szerepe lehetne a visszatelepülő nagyragadozóknak, a farkasnak, medvének, hiúznak.

## Résztájai

### Déli-Bükk
A Déli-Bükk szerkezetét dél felé átbuktatott redőboltozatok és redőteknők alkotják. Változatos kőzettani felépítés jellemzi, található itt pala, mészkő, diabáz, gabbró, porfirit, valamint a déli szegélyén eocén tarkaagyagok, márgák, mészkövek, szétszórtan miocén üledék- és tufafoszlányok is. Jellemző hogy a Délkeleti-Bükkben a karsztos és nem karsztos területek váltakoznak, míg a Délnyugati-Bükkben már a nem karsztosodó kőzetek vannak többségben jelen (pl: jura kovapala, pala, diabáz és gabbró).

### Északi-Bükk
Az Északi-Bükk két részre osztható, nyugaton jellemzően karbon mészkőlencsés agyagpala és homokkő összletek építik föl, ehhez perm tarkapala, homokkő, mészkő társul. A keleti felét ezzel szemben főként triász mészkövek, dolomit, porfir, diabáz, tűzköves mészkő és pala alkotja. Különlegessége, hogy itt is megfigyeltek édesvízi mészkő képződést.

### Bükkhát
A Bükkhát a Bükk-vidék északi hegylábfelszíne, nagy részét miocén tengeri üledékek (agyag, homok, kavics) alkotják, északi és keleti részén kavicsrétegek és kisebb foltokban riolittufa összletek is megfigyelhetők. Felszíni megjelenésére az eróziós és deráziós völgyek jellemzőek.

### Upponyi-hegység
Szintén a Bükk-vidék csúcsrégiójának északi hegylábfelszíne volt, leginkább középső miocén kavicsrétegek, karbon agyagpalák, homokkövek, mészkövek, kréta időszaki homokkő alkotja, valamint a felszínét egy andezit-agglomerátum takaró borítja.

### Bükk-fennsík
Legérdekesebb része a Bükk-fennsík, egy meredek sziklafalakkal és lejtőkkel körülzárt, majdnem vízszintes terület, a Bükk-vidék központi, magas részén helyezkedik el. Hosszúkás alakú, nyugaton a Bél-kőnél kezdődik, majd keleti-északkeleti irányt felvéve húzódik a Bükkszentkereszt-Hámor képzeletbeli vonalig. A déli határa meglehetősen egyenes vonalat vesz fel, míg az északi Bánkútnál éri el legészakibb kinyúlását. Hossza 18–20 km, szélessége 5–7 km.
A fennsík egésze karsztfennsík, uralkodó kőzetei a mészkő és a dolomit. A Garadna-patak két részre osztja, a magasabb, nagyobb területű Nagy-fennsíkra és a kisebb, alacsonyabb fekvésű Kis-fennsíkra. A fennsík szélén sorakoznak a híres bükk-vidéki „kövek”: Istállós-kő, Tar-kő, Pes-kő, Három-kő, Őr-kő, Cserepes-kő  Bálvány, Bél-kő. Minden oldalról hirtelen emelkedik ki környezetéből, de a magas hegycsúcsok miatt a völgyekből, az alföldről nem lehet rálátni.
A rajta lévő víznyelők gondoskodnak a hegységben és környezetében élő közel félmillió ember ivóvízkészletéről. A víznyelő többféle is lehet: dolina, töbör vagy zsomboly. Ezek a mészkőfennsík kiemelkedése után fokozatosan alakultak ki. A barlang- és hasadékrendszerekbe vezetik el a csapadékvizet. Az elnyelt víz a Bükk-vidék bonyolult vízáramlási rendszerén keresztül jut el a szélén lévő forrásokba, majd onnan a vízvezetékekbe: a tökéletesen tiszta és jóízű víz kezelés (tisztítás) nélkül kerülhet el a fogyasztóhoz. Különösen mellékízmentes az ivóvíz a déli oldalon, mert útja a föld alatt légvonalban 20–30 km, a valóságban pedig ennek többszöröse, így hatalmas méretű szűrőrendszeren keresztül érkezik meg a forrásvíz a felszínre, ahol vízházakban felfogják és továbbítják az ivóvízvezetékbe.

## Települései
- Északon: Parasznya, Varbó, Tardona, Dédestapolcsány, Mályinka, Nagyvisnyó
- Nyugaton: Eger, Felsőtárkány, Szarvaskő, Mónosbél, Bélapátfalva, Szilvásvárad
- A hegységi részen: Bükkszentkereszt, Répáshuta, Bükkszentlászló, Ómassa, Lillafüred, Bánkút
- Délen: Kisgyőr, Harsány, Bükkaranyos, Mocsolyás, Latorpuszta, Kács, Tibolddaróc, Cserépváralja, Cserépfalu, Bükkzsérc, Noszvaj, Felsőtárkány, Sály
- Keleten: Miskolc, Vadna, Sajószentpéter, Sajóbábony, Kazincbarcika, Alacska

## Természetjárás

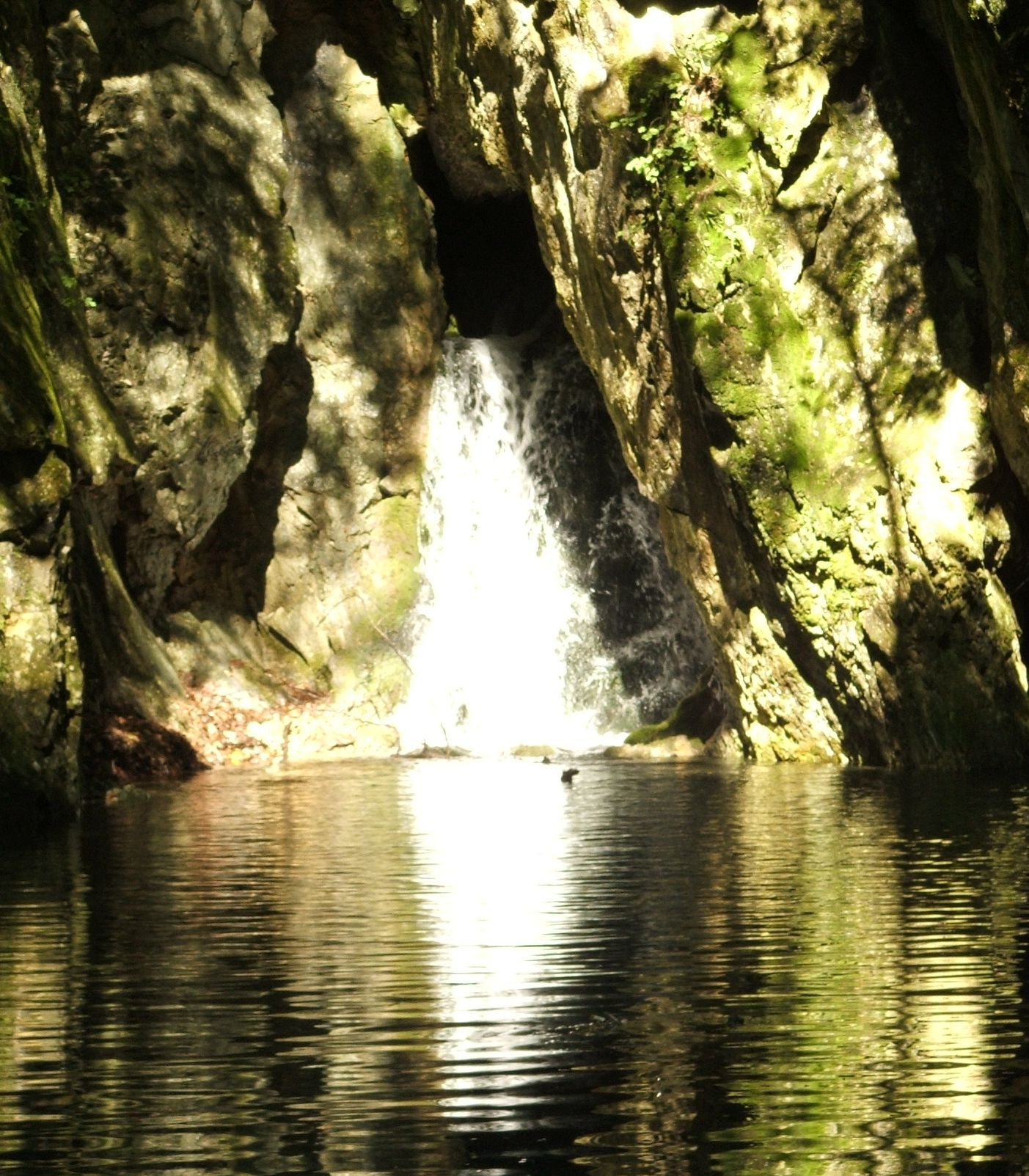
A Szikla-forrás a Szalajka-völgyben

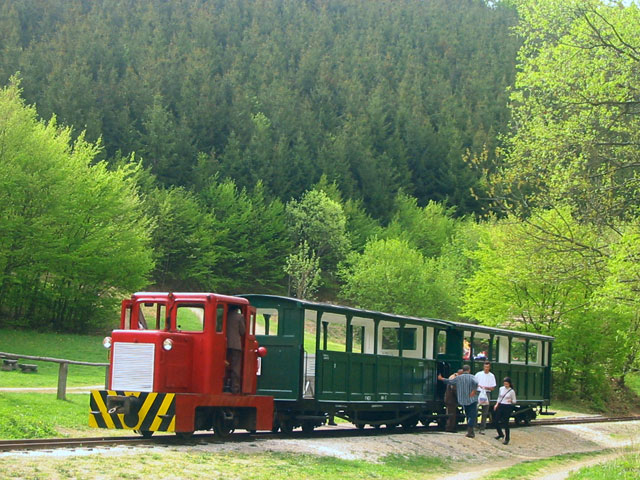
A Felsőtárkányi Állami Erdei Vasút végállomása

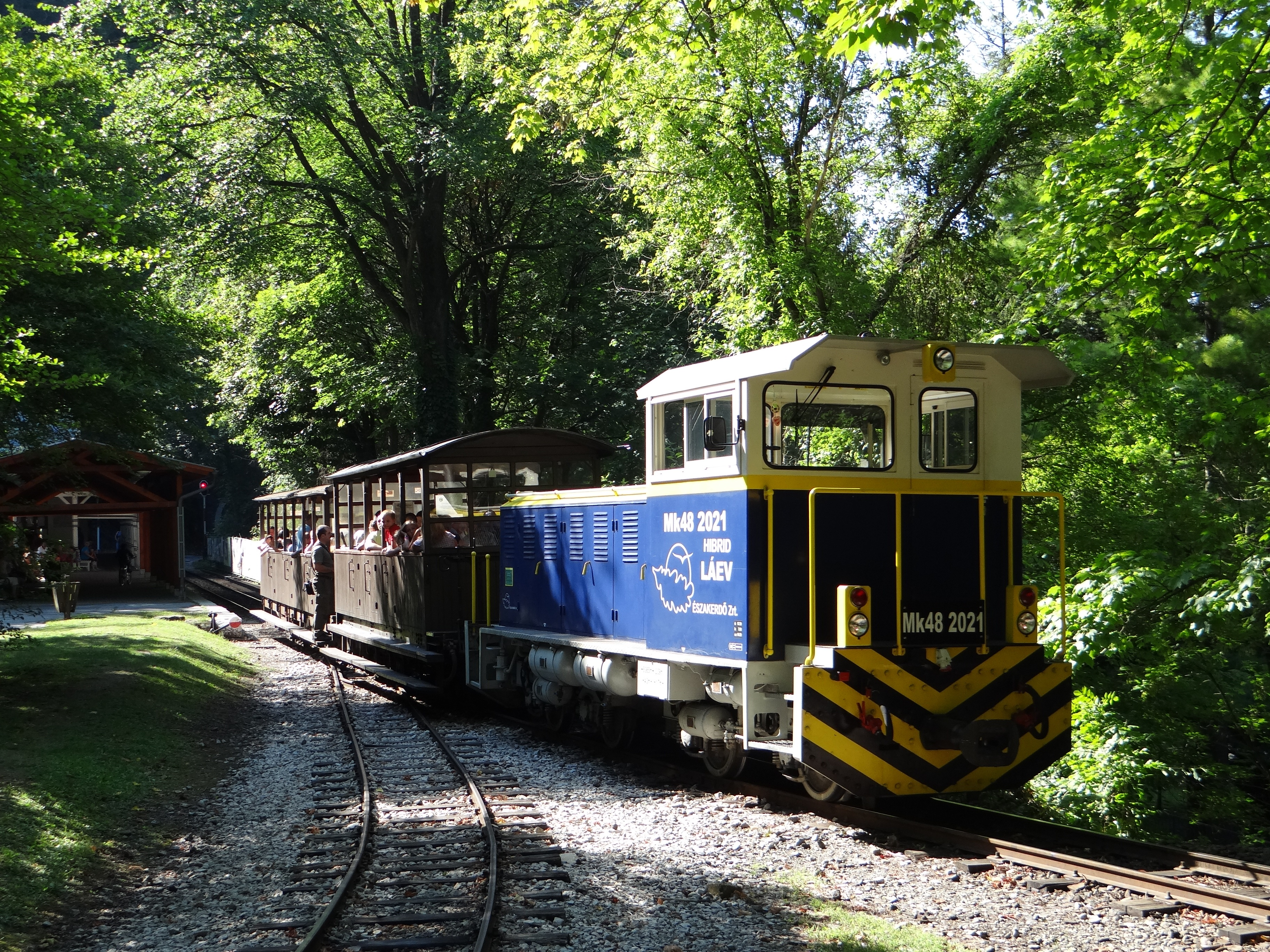
A LÁEV hibrid mozdonya

A Bükk-vidék központi területe az ország tüdeje, védett és gondozott, nagy kiterjedésű vadon, amelynek tájképi szépsége és élővilága felejthetetlen élményeket nyújt a kirándulóknak. A hegységben sok jelzett turistaút található, melyek turistatérkép segítségével jól követhetők. Gyalogosan a látnivalók többsége felkereshető, míg motoros járművel a behajtás csak a kijelölt pihenőhelyek parkolójáig engedélyezett. A környező településeken sok turistaegyesület működik, amelyek meghirdetett túráikon vendégeket is szívesen látnak.

### Látnivalók
- Lillafüred és ott felsorolt nevezetességei
- Szalajka-völgy erdei múzeummal, pisztrángteleppel
- Bánkút sípályákkal, turistaszállóval
- Nagy-mező
- Szeleta-barlang
- Újmassai őskohó
- Bél-kő
- Bélapátfalvai ciszterci apátsági templom és monostor rom
- Tar-kő, 949 m magas szirt, ahonnan az Alföld felé nyílik kilátás
- Kecske-lyuk, egy fokozottan védett forrásbarlang.
- Szentléleki kolostorrom
- Dédesi várrom
- Sebes-vízi szurdokvölgy
- Lillafüredi Állami Erdei Vasút
- Felsőtárkányi Állami Erdei Vasút
- Szilvásváradi Erdei Vasút
- Kaptárkövek
- Örsúr vára
- Latorvár

### Turistaházak, vendéglátóhelyek
A Bükk-vidék területén több helyen található étkezési és szálláslehetőség: Lillafüredi Palotaszálló, Sebesvízi Panzió, Bánkúti Sícentrum, Szentléleki üdülőtelep, Fehérkőlápai turistaház, Jávorkúti étterem, Szalajka-völgy.

## Érdekesség
2022 óta nevét viseli az 575511 Bükk kisbolygó.